# Schöler Fördertechnik
SEITENTITEL
Die Schöler Fördertechnik AG ist seit 1966 süddeutscher Vertragshändler der Linde Material Handling und Logistikdienstleister mit den Schwerpunkten Vertrieb, Miete und Service von Flurförderfahrzeugen sowie der Beratung im Bereich des Materialflusses.

## Standorte
Die Schöler Fördertechnik AG hat den Sitz in Rheinfelden (Baden), weitere Niederlassungen befinden sich in Achern, Zimmern ob Rottweil, Stuttgart, Ulm und Bad Waldsee.

## Händlernetz
Das Unternehmen vertreibt im Linde Händlernetz Gabelstapler aller Größen und Tragklassen, Lagertechnikgeräte, manuelle und automatisierte Hochregallagersysteme. Zudem besteht eine Händlerschaft im Bereich der Industriemaschinen wie Schwerlaststapler, Mitnahmestapler, Seitenstapler und Vierwegestapler mit den Marken Konecranes, Palfinger, Baumann, Combilift und DIMOS. Das Unternehmen ist auch im Gebrauchtgerätegeschäft aktiv. Das Unternehmen unterhält ein Servicenetz von über 180 zertifizierten Kundendiensttechnikern.
2015 wurden die Geschäftsfelder um die Bereiche der automatisierten Reinigungstechnik, der Energielösungen im Bereich der Lithium-Ionentechnologie und neuen System- und Sicherheitslösungen in der Intralogistik erweitert.

## Unternehmensgeschichte
1966 wurde die  Schöler KG durch Dieter Schöler gegründet. 1974 wurde der  Firmenhauptsitz in Rheinfelden (Baden) bezogen.
1976 – 1986 erfolgten erste Exportgeschäfte außerhalb Baden-Württembergs nach Saudi-Arabien.
Im Zuge der Gebietserweiterung wurden im Jahr 1982 in Baden-Württemberg die Niederlassungen Schramberg, Ravensburg und Achern eröffnet.
Die Schöler KG firmierte 1994 zur Schöler Fördertechnik GmbH um und im Jahr 1996 zur heutigen Aktiengesellschaft. Durch die Übernahme des Linde-Händlers Brixner im Jahr 2003, setzte die Schöler Fördertechnik mit den Neueröffnungen der Niederlassungen Bad Waldsee, Stuttgart, Ulm und Singen am Hohentwiel nach wie vor auf Expansion. Nach dem Spatenstich im August 2015 wurde 2016 die Niederlassung und zentrale Werkstatt in Zimmern ob Rottweil eröffnet.
Am 3. Mai 2023 übernahm die Schöler Fördertechnik AG die K-LOG Lagersysteme GmbH vollumfänglich. Durch die Übernahme erweitert Schöler sein Portfolio im Bereich der automatisierten Lager- und Fördersysteme, mit dem Ziel, die Effizienz der Lagerverwaltung zu verbessern und Lösungen zu bieten, die einen schnelleren und fehlerfreien Materialfluss unterstützen. Die Schöler Tochter firmiert unter der Schöler K-Log GmbH.

## Produkte

### Elektrostapler
| Modell        | Baureihe   | Typ            | Tragfähigkeit (t) | Hubhöhe (mm) | Antriebsart  |
| E10           | BR 8917    | Dreiradstapler | 1,0 Tonnen        | 0 - 5400 mm  | Elektromotor |
| Xi10 - Xi20   | BR 1251    | Dreiradstapler | 1 - 2 Tonnen      | 0 - 3050 mm  | Elektromotor |
| Xi16 - Xi20 P | BR 1251    | Vierradstapler | 1,6 - 2 Tonnen    | 0 - 3050 mm  | Elektromotor |
| E14 - E20     | BR 1251    | Dreiradstapler | 1,4 - 2 Tonnen    | 0 - 3050 mm  | Elektromotor |
| E16 - E20 P   | BR 1251    | Vierradstapler | 1,6 - 2 Tonnen    | 0 - 3350 mm  | Elektromotor |
| E20 – E35     | BR 387-00  | Vierradstapler | 2 - 3,5 Tonnen    | 0 - 7780 mm  | Elektromotor |
| E35 - E50     | BR 388-00  | Vierradstapler | 3,5 - 5 Tonnen    | 0 - 6315 mm  | Elektromotor |
| E60 - E80     | BR 1279-00 | Vierradstapler | 6 - 8 Tonnen      | 0 - 8670 mm  | Elektromotor |
| E100 - E180   | BR 1471    | Vierradstapler | 10 -18 Tonnen     | 0 - 7000 mm  | Elektromotor |
| X20 - X35     | BR 1252    | Vierradstapler | 2 - 3,5 Tonnen    | 0 - 7780 mm  | Elektromotor |

### Dieselstapler/Treibgasstapler
| Modell        | Baureihe      | Lastschwerpunkt (mm) | Tragfähigkeit (t) | Hubhöhe(mm) | Antrieb         |
| H14 – H20 Evo | BR 391-00 EVO | 500                  | 1,4–2 Tonnen      | 0 - 6475 mm | Diesel/Treibgas |
| H20 – H35     | BR 1202       | 500/600              | 2–3,5 Tonnen      | 0 - 7780 mm | Diesel/Treibgas |
| H35 – H50     | BR 1204       | 500/600              | 3,5–5 Tonnen      | 0 - 7665 mm | Diesel          |
| H50 – H80 EVO | BR 396-03     | 600/900/1100         | 5–8 Tonnen        | 0 - 9655 mm | Diesel/Treibgas |
| H100 – H180 D | BR1401-00     | 600/1200             | 10–18 Tonnen      | 0 - 9500 mm | Diesel          |
| HT100 – HT180 | BR1411        | 600                  | 10 – 18 Tonnen    | 0 - 9500 mm | Diesel          |

### Lagergeräte

#### Niederhubwagen
| Modell                         | Baureihe | Bedienung          | Tragfähigkeit (t) | Chassisbreite (mm) |
| MT15                           | BR 1131  | Mitgänger          | 1,5 Tonnen        | 574 mm             |
| T16-T20                        | BR 1152  | Mitgänger          | 1,6–2 Tonnen      | 720 mm             |
| T16 L                          | BR 1152  | Mitgänger          | 1,6 Tonnen        | 720 mm             |
| T16-T20 P                      | BR 1151  | Mitgänger klappbar | 1,6–2 Tonnen      | 720 mm             |
| T25-T30                        | BR 1153  | Mitgänger          | 2–3 Tonnen        | 720 mm             |
| T20 AP B – T25 AP              | BR 1153  | Mitgänger klappbar | 2–2,5 Tonnen      | 720 mm             |
| T20 AP – T25 AP                | BR 131   | Mitfahrer klappbar | 2–2,5 Tonnen      | 790 mm             |
| T20 SP (B) - T25 SP (B)        | BR 131   | Mitfahrer SP       | 2–2,5 Tonnen      | 790 mm             |
| T14 S \| T20 S (SR) T25 S (SR) | BR 1154  | Mitfahrer Stand    | 1,4–2,5 Tonnen    | 770 mm             |
| T20 R – T25 R                  | BR 1154  | Mitfahrer Sitz     | 2–2,5 Tonnen      | 820 mm             |
| T20 RW – T25 RW                | BR 1152  | Mitfahrer Sitz     | 2–2,5 Tonnen      | 970 mm             |

#### Schlepper und Plattformwagen
Lagertechnik
- Hochhubwagen
- Doppelstockgeräte
- Schubmaststapler

Kommissionieren
- Kommissionierer

Systemtechnik
- Hochregalstapler
- Kommissionierstapler